# IC 2199
IC 2199 est une galaxie spirale intermédiaire située dans la constellation des Gémeaux. Sa vitesse par rapport au fond diffus cosmologique est de 4 819 ± 12 km/s, ce qui correspond à une distance de Hubble de 71,1 ± 5,0 Mpc (∼232 millions d'al). IC 2199 a été découverte par l'astronome américain Edward Emerson Barnard en 1888.
Malgré trois sources qui classent cette galaxie comme une spirale barrée, il n'y a pas vraiment de barre sur l'image obtenue des données de l'étude SDSS. La classification de spirale intermédiaire par le professeur Seligman semble mieux correspondre à cette galaxie.
IC 2199 présente une large raie HI.
À ce jour, une dizaine de mesures non basées sur le décalage vers le rouge (redshift) donnent une distance de 65,590 ± 4,066 Mpc (∼214 millions d'al), ce qui est à l'intérieur des valeurs de la distance de Hubble.

## Groupe de NGC 2410
IC 2199 fait partie d'un groupe de galaxies d'au moins 5 membres, le groupe de NGC 2410. Outre IC 2199 et NGC 2410, les autres du groupe sont IC 2193, IC 2196 et UGC 3904.